# 3 Brandenburska Dywizja Lotnictwa Myśliwsko-Bombowego

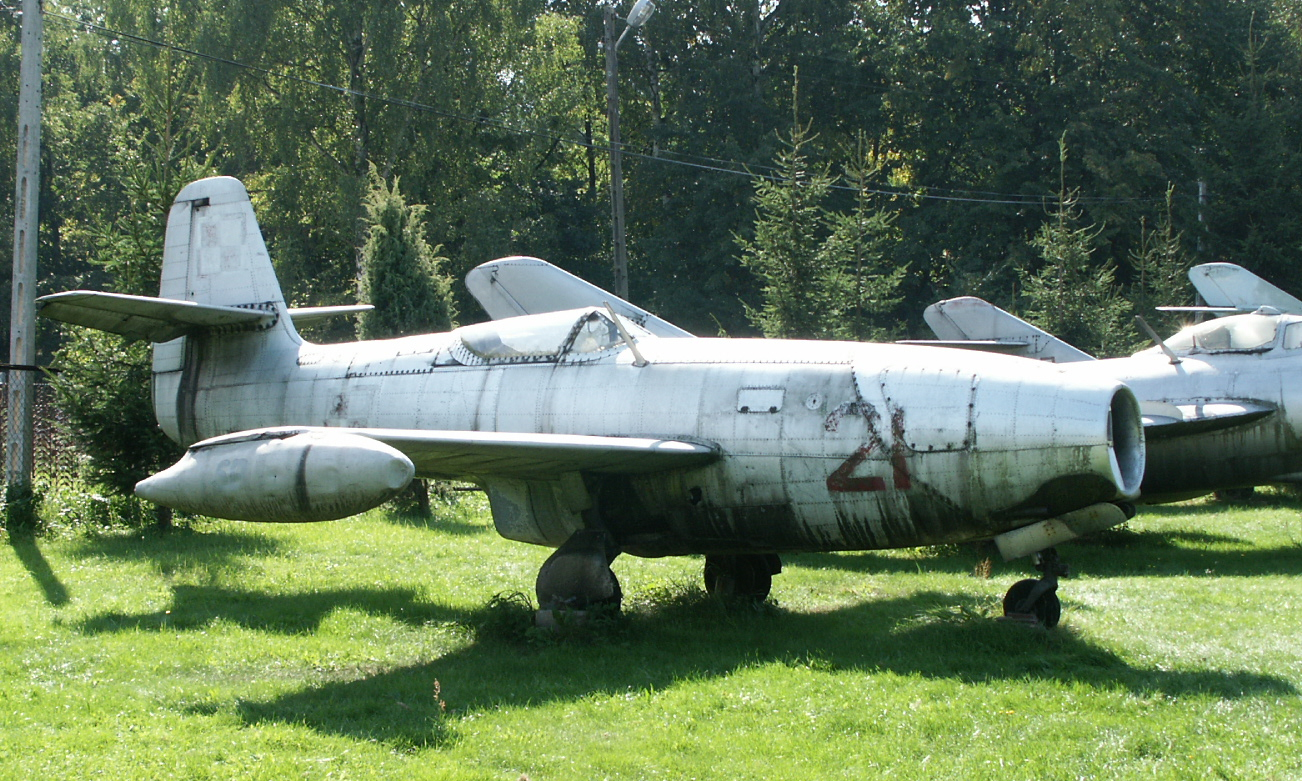
Jak-23, samolot 11 DLM

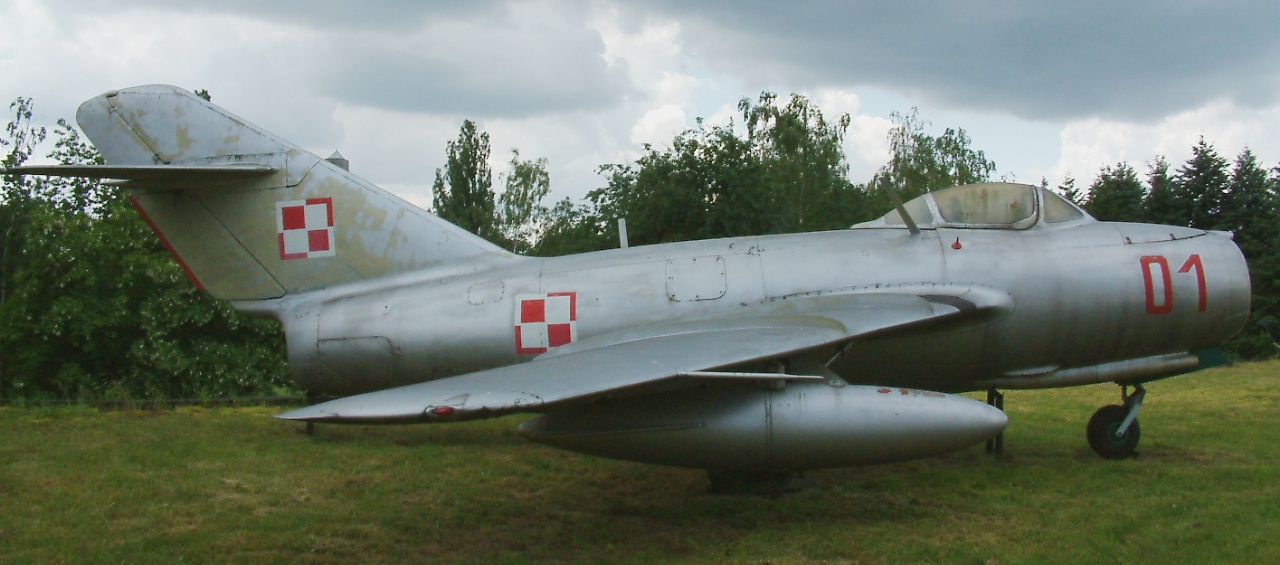
MiG-15, następca Jak-23 w 11 DLM

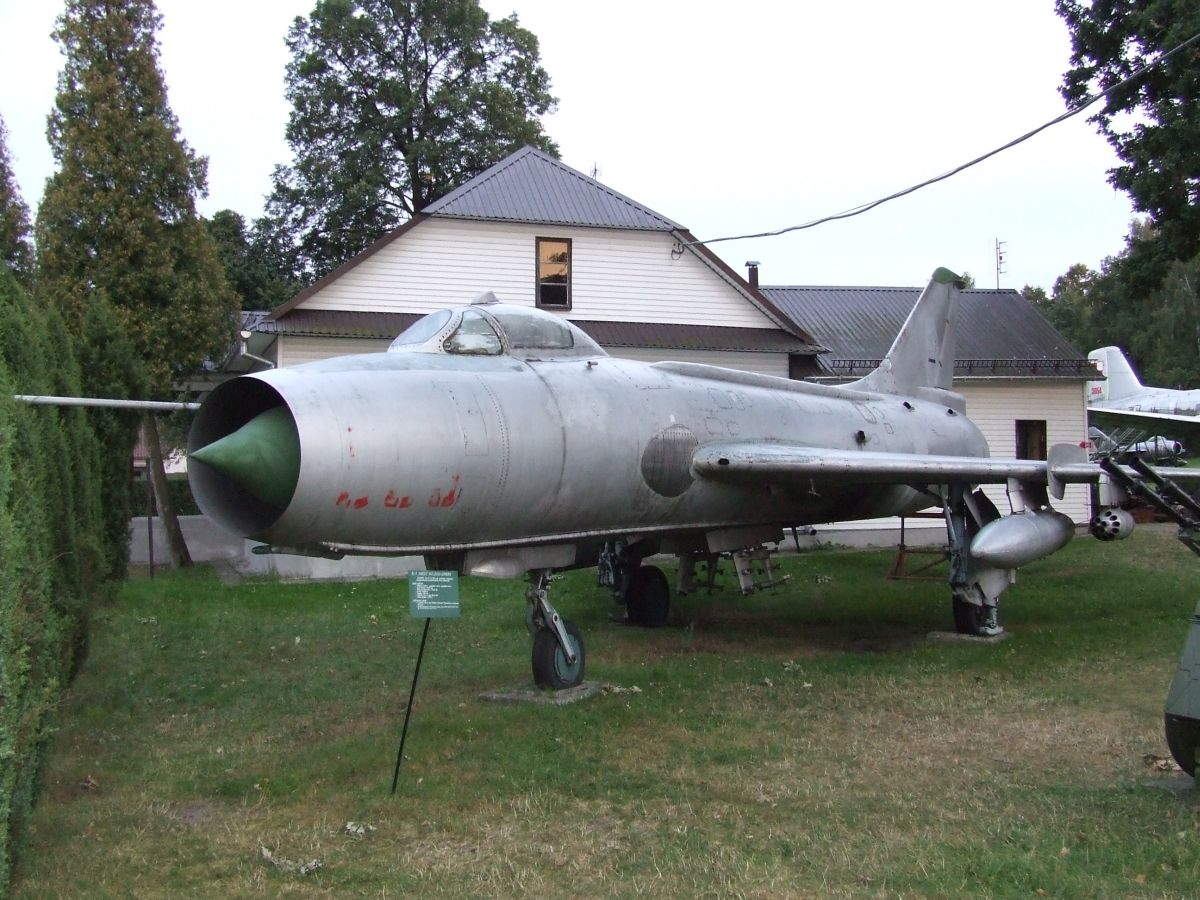
Su-7

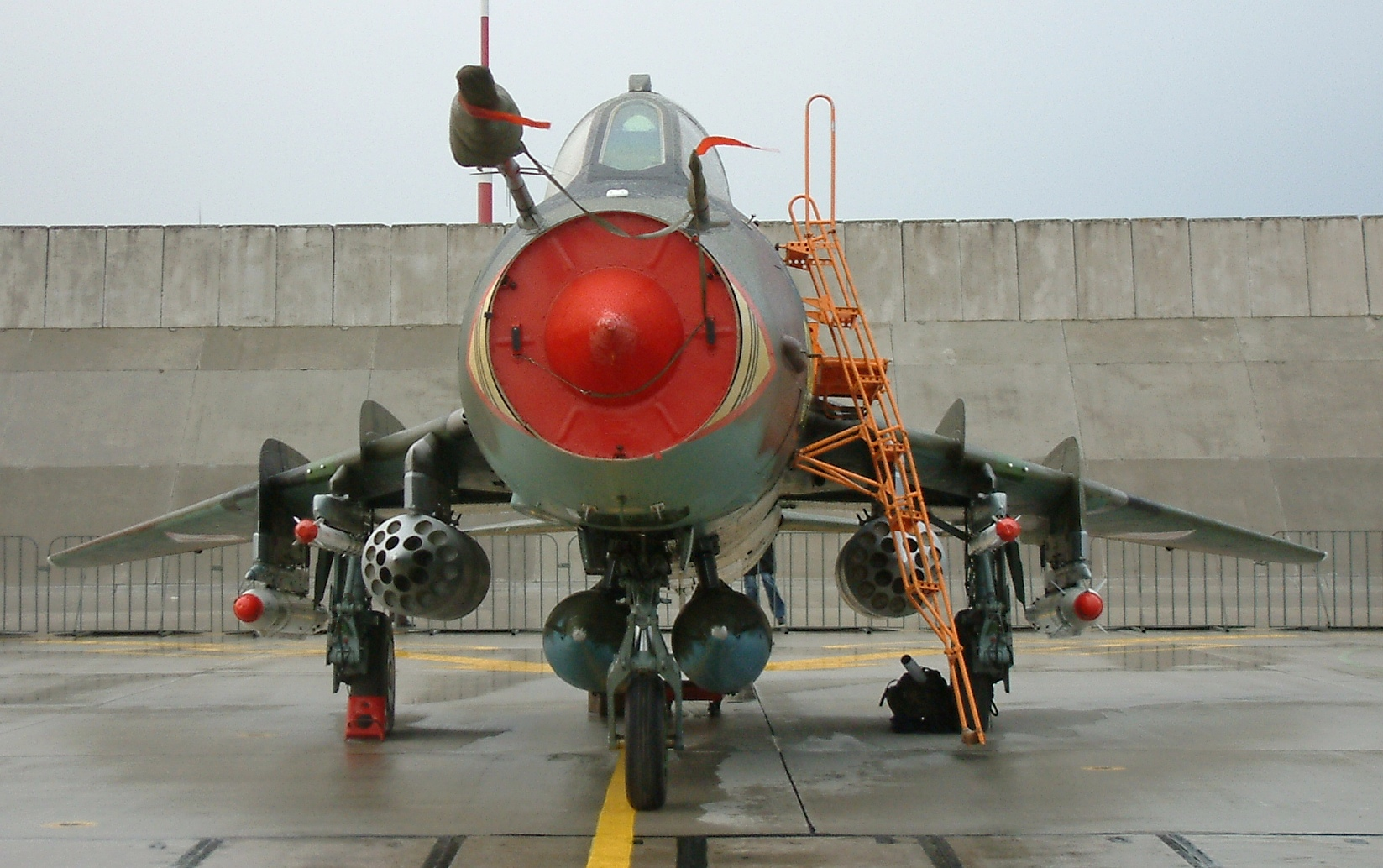
Su-22

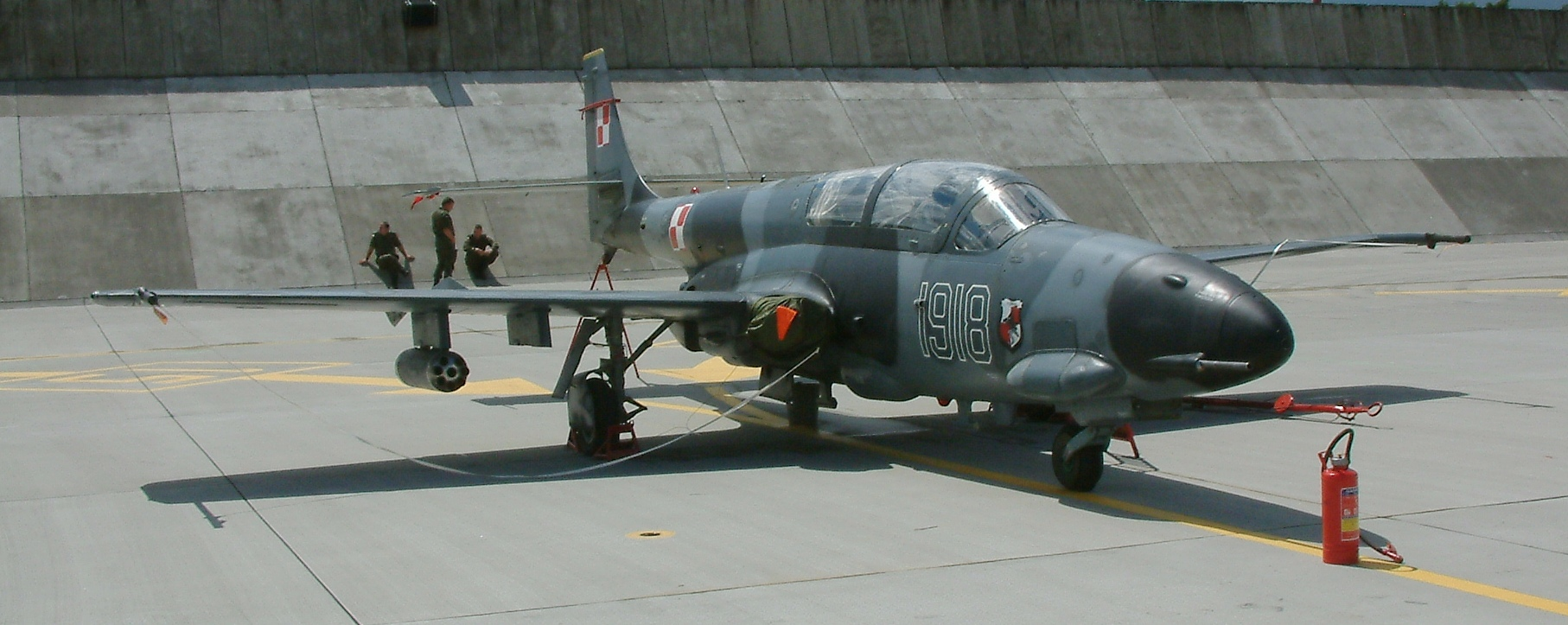
PZL TS-11 Iskra

3 Brandenburska Dywizja Lotnictwa Myśliwsko-Bombowego (3 DLMB) – związek taktyczny lotnictwa myśliwsko-bombowego Wojska Polskiego.

## 3 Dywizja Lotnictwa Myśliwskiego 1944–1946
Formowanie jednostki 3 Dywizji Lotnictwa Myśliwskiego, prekursorki 3 Dywizji Lotnictwa M-B, rozpoczęto w miejscowości Karłówka na Ukrainie na podstawie rozkazu organizacyjnego z 7 września 1944 roku, powołującego do życia 1 Mieszany Korpus Lotniczy. 17 września przystąpiono do intensywnego szkolenia pilotów 9 plm na lotnisku Krasnogród oraz 10 i 11 plm na lotnisku Karłówka.
Po osiągnięciu gotowości bojowej 20 stycznia 1945 roku przystąpiono do przebazowania dywizji na teren Polski. Przeprowadzono je w kilku rzutach powietrznych i naziemnych w lutym i marcu.
Na przełomie marca i kwietnia 1945 roku dywizja wzięła udział w działaniach na kierunku berlińskim, niszcząc samoloty oraz umocnienia wroga. Za wysiłek bojowy w operacji berlińskiej nadano dywizji miano „Brandenburska” i wyróżniono Orderem Krzyża Grunwaldu I klasy.
Po zakończeniu działań bojowych dywizja powróciła do kraju na lotnisko Kutno, a następnie do Krakowa jako 3 Brandenburska Dywizja Lotnictwa Myśliwskiego. W 1946 roku sztaby związków taktycznych rozformowano, pułki wchodzące w skład dywizji podporządkowano bezpośrednio Dowództwu Wojsk Lotniczych.

## 11 Dywizja Lotnictwa Myśliwskiego 1951–1967
W związku z wybuchem konfliktu koreańskiego, Sztab Generalny WP rozkazem nr 0096/Org. z 11 grudnia 1951 roku rozkazał Dowódcy Wojsk Lotniczych ponowne sformowanie związków taktycznych i jednostek logistycznego zabezpieczenia. Wśród formowanych związków taktycznych była 11 Dywizja Lotnictwa Myśliwskiego w składzie:
- Dowództwo 11 Dywizji Lotnictwa Myśliwskiego w Świdwinie
- 11 pułk lotnictwa myśliwskiego w Zegrzu Pomorskim
- 24 pułk lotnictwa myśliwskiego w Świdwinie
- 27 pułk lotnictwa myśliwskiego w Świdwinie
- 76 kompania łączności w Świdwinie
- 47 Ruchome Warsztaty Remontowe Lotnictwa w Świdwinie.

Rozkaz zakładał sformowanie tych jednostek w okresie od maja do grudnia 1951 roku. Trudna sytuacja ekonomiczna kraju spowodowała, że realizacja tego rozkazu stała się niemożliwa. W tej sytuacji opracowano rozkaz 0078/Org. z 19 listopada 1952 roku, który zakładał formowanie lotniczych związków taktycznych o składzie dwóch pułków. W myśl tego rozkazu zaniechano formowania 24 i 27 plm.
11 DLM został podporządkowany 26 plm z 9 DLM, któremu jako miejsce stałej dyslokacji wyznaczono Zegrze Pomorskie, oraz 40 plm, który przeszedł z 7 DLM. Miejscem stałego bazowania 40 plm i pozostałych jednostek dywizji został Świdwin.
40 Pułk Lotnictwa Myśliwskiego przebazował się do Świdwina rzutem powietrznym 17 stycznia 1953 roku z lotniska Mierzęcice, na którym stacjonował. 26 Pułk Lotnictwa Myśliwskiego przebazował się do Zegrza Pomorskiego w październiku. 2 października 1953 roku rzut kołowy przybył eszelonem na stację Koszalin).
Na potrzeby szkolenia personelu latającego rozkazem DWL nr 02/Org. z 3 lutego 1953 roku został sformowany poligon lotniczy nr 6 w Podborsku. Od sierpnia do grudnia 1953 roku personel latający i techniczny 26 i 40 plm został przeszkolony na samolotach MiG-15, które zastąpiły samoloty Jak-23. Zdolność bojową jako związek taktyczny dywizja osiągnęła pod koniec 1956 roku. Przyczyną tak długiego dochodzenia do pełnej zdolności bojowej był brak personelu latającego oraz niski poziom jego wyszkolenia, spowodowany przyspieszonym trybem szkolenia i zaniżeniem wymagań wobec kandydatów na pilotów.
14 listopada 1957 roku rozkazem MON nr 098 wyszedł z bezpośredniego podporządkowania 26 plm, a dywizji został podporządkowany 4 pułk lotnictwa myśliwskiego stacjonujący w Goleniowie.
Na podstawie rozkazu Nr 55/MON Ministra Obrony Narodowej z dnia 7 października 1963 dywizja przejęła dziedzictwo tradycji 3 Brandenburskiej Dywizji Lotnictwa Myśliwskiego.

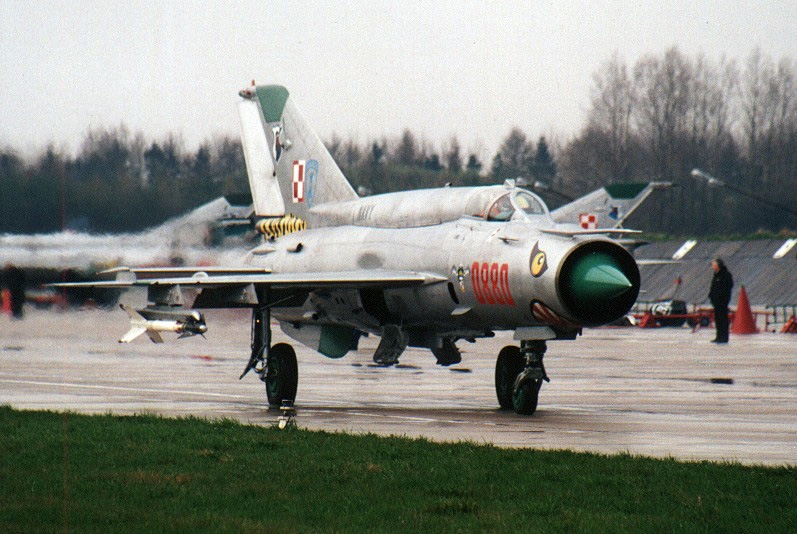
MiG-21 – samolot 3 DLM

W 1964 pierwsza część personelu latającego i technicznego została przeszkolona na samolotach MiG-21. 4 i 40 plm otrzymały po jednej eskadrze tych samolotów i od 1 kwietnia 1965 roku rozpoczęto szkolenie na tym typie samolotu. Dywizja, jako jedna z pierwszych, eksploatując samoloty MiG-21, brała udział w prestiżowych pokazach i ćwiczeniach. Piloci dywizji jako pierwsi dokonali lądowania na Migach na autostradzie. Pierwszym pilotem, który tego dokonał, był kpt. pil. Zbigniew Biedrzycki z 4 plm.

## 3 Brandenburska Dywizja Lotnictwa Myśliwskiego 1967–1971
Na podstawie rozkazu Nr 07/MON Ministra Obrony Narodowej z dnia 4 maja 1967 związek taktyczny został przemianowany na 3 Brandenburską Dywizję Lotnictwa Myśliwskiego, a 4 Pułk Lotnictwa Myśliwskiego „Kraków” na 2 Pułk Lotnictwa Myśliwskiego „Kraków”.

## 3 Brandenburska Dywizja Lotnictwa Szturmowo-Rozpoznawczego 1971–1982
Na podstawie zarządzenia Nr 012/Org. szefa Sztabu Generalnego z dnia 6 marca 1971 dywizja została przeformowana w 3 Brandenburską Dywizję Lotnictwa Szturmowo-Rozpoznawczego.
Na podstawie zarządzenia Nr 03 szefa Sztabu Wojsk Lotniczych z dnia 27 marca 1971 w skład dywizji włączono 8 Pułk Lotnictwa Szturmowego w Mirosławcu i 32 pułk lotnictwa rozpoznania artyleryjskiego w Sochaczewie, natomiast 2 Pułk Lotnictwa Myśliwskiego „Kraków” z Goleniowa został podporządkowany dowódcy 4 Dywizji Lotnictwa Myśliwskiego. Zmiana podległych pułków spowodowała zmianę zadań wykonywanych przez dywizję
W latach siedemdziesiątych dywizja odniosła wiele sukcesów. Zdobyła tytuł Mistrza Gospodarności, a 9 maja 1975 roku została odznaczona Orderem Sztandaru Pracy 1 klasy.

## 3 Brandenburska Dywizja Lotnictwa Myśliwsko-Bombowego
Na podstawie zarządzenia Nr 06 dowódcy Wojsk Lotniczych z dnia 23 lutego 1982 związek taktyczny został przeformowany w 3 Brandenburską Dywizję Lotnictwa Myśliwsko-Bombowego. W skład dywizji został włączony 3 Pomorski Pułk Lotnictwa Myśliwsko–Bombowego stacjonujący w Bydgoszczy i wyposażony w samoloty Su-7, których resurs dobiegał końca. Ze składu ubył 32 pułk lotnictwa rozpoznania taktycznego, który podporządkowano bezpośrednio Dowództwu Wojsk Lotniczych.
| Struktura organizacyjna w 1982              | Struktura organizacyjna w 1982 | Struktura organizacyjna w 1982 | Struktura organizacyjna w 1982 |
| Nazwa jednostki                             | Etat                           | Numer                          | Miejsce postoju                |
| ------------------------------------------- | ------------------------------ | ------------------------------ | ------------------------------ |
| dowództwo dywizji                           | 20/062                         | JW 3316                        | Świdwin                        |
| 48 eskadra lotnicza                         | 20/159                         |                                | Świdwin                        |
| 86 batalion łączności                       | 20/065                         | JW 3351                        | Świdwin                        |
| 47 polowe warsztaty lotnicze                | 20/121                         | JW 4496                        | Świdwin                        |
| 28 ruchomy warsztat naprawy samochodów      | 20/074                         |                                | Świdwin                        |
| 38 poligon lotniczy                         | 20/040                         |                                | Podborsko                      |
| 8 pułk lotnictwa myśliwsko–bombowego        | 20/021                         | JW 4499                        | Mirosławiec                    |
| 42 batalion łączności i ubezpieczenia lotów | 20/155                         | JW 1416                        | Mirosławiec                    |
| 40 batalion zaopatrzenia                    | 20/148                         | JW 3785                        | Mirosławiec                    |
| 48 bateria artylerii przeciwlotniczej       | 32/016                         |                                | Mirosławiec                    |
| 40 pułk lotnictwa myśliwsko–bombowego       | 20/021                         | JW 1958                        | Świdwin                        |
| 38 batalion łączności i ubezpieczenia lotów | 20/156                         | JW 1378                        | Świdwin                        |
| 9 batalion zaopatrzenia                     | 20/148                         | JW 3829                        | Świdwin                        |
| 26 bateria artylerii przeciwlotniczej       | 32/016                         |                                | Świdwin                        |
| 3 pułk lotnictwa myśliwsko–bombowego        | 20/109                         | JW 3117                        | Bydgoszcz                      |
| 27 batalion łączności i ubezpieczenia lotów | 20/152                         | JW 1246                        | Bydgoszcz                      |
| 38 batalion zaopatrzenia                    | 20/145                         | JW 2484                        | Bydgoszcz                      |
| 107 bateria artylerii przeciwlotniczej      | 32/016                         |                                | Bydgoszcz                      |
| 28 bateria artylerii przeciwlotniczej       | 32/016                         |                                | Bydgoszcz                      |

Lata 1985–1988 to okres wprowadzenia na wyposażenie 40 i 8 pułku samolotów Su-22. Wprowadzane sukcesywnie, zasadniczo wpłynęły na możliwości zastosowania bojowego siłę uderzeniową dywizji i jej strukturę. Zmieniły się także zadania i system szkolenia.
We wrześniu 1988 roku 3 plmb został przeformowany w 3 Pomorski lotniczy pułk szkolno-bojowy i przezbrojony w samoloty PZL TS-11 Iskra.
W 1992 został rozformowany 3 lpszb w Bydgoszczy i dywizja kontynuowała proces szkolenia lotniczego w składzie dwóch pułków.
8 plmb w Mirosławcu, 40 plmb w Świdwinie, 86 bł w Świdwinie, 47 PWL w Świdwinie, 28 RWNS w Świdwinie.
W dniach 15–16 grudnia 1997 roku Dowództwu 2 Korpusu Obrony Powietrznej w Bydgoszczy zostały podporządkowane: 8 i 40 pułk oraz 47 PWL i 28 RWNS oraz Klub Garnizonowy. Dywizji pozostał w bezpośrednim podporządkowaniu tylko 86 batalion łączności.
1 czerwca 1998 odbyła się ostatnia, uroczysta, pożegnalna zbiórka sztabu i jednostek dywizji z udziałem jej byłych dowódców i żołnierzy.
28 grudnia 1998 złożono dowódcy Grupy Likwidacyjnej 4 Korpusu Lotniczego w Poznaniu meldunek o rozformowaniu 3 DLMB i 86 bł.
Na bazie rozformowanej 3 Dywizja Lotnictwa Myśliwsko-Bombowego powstała 1 Brygada Lotnictwa Taktycznego.

## Dowódcy dywizji
| Stopień, imię i nazwisko         | Okres służby |
| -------------------------------- | ------------ |
| płk pil. Jan Chłusowicz          | 1944–1946    |
| płk pil. Jan Czapliński          | 1952–1954    |
| płk pil. Zdzisław Ulanowski      | 1954–1957    |
| płk dypl. pil. Wiktor Iwoń       | 1957–1965    |
| płk dypl. pil. Adam Bidziński    | 1965–1972    |
| gen. bryg. pil. Michał Polech    | 1972–1977    |
| płk dypl. pil. Jerzy Radwański   | 1977–1979    |
| gen. bryg. pil. Józef Tenerowicz | 1979–1985    |
| płk dypl. pil. Kazimierz Dziok   | 1985–1991    |
| płk dypl. pil. Stanisław Targosz | 1991–1994    |
| gen. bryg. pil. Tadeusz Kuziora  | 1994–1997    |
| płk dypl. Henryk Czyżyk          | 1997–1998    |